# Carlos Roberto Escova
Carlos Roberto Izaias, mais conhecido como Escova (Matão, 12 de dezembro de 1955 – Ourinhos, 20 de dezembro de 2015) foi humorista e radialista brasileiro.

## Biografia
Formado em Jornalismo, Carlos Roberto "Escova" (apelido dado por ter cabelo cortado "à escovinha") iniciou no rádio em programas esportivos. Estreou no programa Show de Rádio, transmitido pela rádio Panamericana (Jovem Pan) no final das jornadas esportivas das décadas de 70 e 80 e que misturava esporte e humor. No programa, Escova fazia imitações juntamente com outros humoristas, como Estevam Sangirardi, Nelson "Tatá" Alexandre, Serginho Leite, Odayr Batista, João Kleber, entre outros.
Em seguida, Escova transferiu-se para a Rádio Globo, onde participou do programa Balancê, apresentado pelo locutor esportivo Osmar Santos, onde realizava esquetes humorísticas entre o intervalo das entrevistas e das atrações musicais.
Após 20 anos na Jovem Pan e, pelo menos 8 anos na Rádio Globo; Escova trocou o rádio pela televisão. Com a parceria de Nelson Tatá Alexandre, que conheceu durante o Show do Rádio, foi convidado pelo apresentador Goulart de Andrade a realizar esquetes para o seu programa, Plantão da Madrugada, pela TV Gazeta. Na mesma emissora, Tatá e Escova passaram a participar do programa Perdidos na Noite, entre 1985 e 1988, apresentado por Fausto Silva e exibido posteriormente na TV Record e TV Bandeirantes. Junto com Tatá Alexandre, Escova gravou o LP "Perdidos no Disco". 
Com o término do Perdidos na Noite, Escova retornou ao rádio. Mudou-se para o Rio Grande do Sul, onde integrou o Programa X com outros humoristas nos anos 90, e apresentou sozinho o Perdidos na Atlântida, pela Rádio Atlântida. Também apresentou programas na Rádio Gaúcha. Entre 1988 e 1990, comandou quadros de humor ao lado de Nelson Tatá Alexandre no Viva a Noite, com o Augusto Liberato. Em meados de 1991 e 1992, na rádio Jovem Pan, na cidade de São Paulo, fazia participações apresentando juntamente com Emílio Surita o programa humorístico de rádio chamado de Boi na Linha, onde faziam brincadeiras passando trotes em ouvintes e em personalidades conhecidas do público. Neste mesmo programa de rádio também realizavam sátiras do programa Aqui Agora que na rádio Jovem Pan chamavam de Caqui Amora. Por conta da fama deste programa Boi na Linha e a sátira do então Caqui Amora, na rádio Jovem Pan ele foi convidado a dar entrevistas no programa Jô Soares Onze e Meia apresentado por Jô Soares no SBT e no programa da Hebe Camargo também da emissora SBT. Em 1993, fez pequena participação do humorístico de Chico Anísio Escolinha do Professor Raimundo na Rede Globo. Em 1996 fazia participações na rádio Transamérica na cidade de Novo Hamburgo.
No início de 2000, voltou à São Paulo, onde apresentou um programa nas madrugadas na Rádio Clube de Ourinhos.
Escova encerrou sua carreira em Ourinhos, na Rádio Melodia FM, onde fazia participações com quadros de humor e faleceu na manhã do dia 20 de dezembro de 2015, em decorrência de complicações da diabetes da qual sofria. Seu sepultamento se deu na Cemitério Municipal de Ourinhos no dia 21 de dezembro de 2015.
Escova  era conhecido por fazer várias imitações, como os presidentes Jânio Quadros, Sarney, Collor, FHC e Lula, o ex-governador Franco Montoro, os apresentadores de TV Jacinto Figueira Júnior (O Homem do Sapato Branco) e Luiz Lopes Corrêa, o locutor esportivo Galvão Bueno, o ex-pugilista Maguila, o ex-futebolista e treinador Zagallo, entre inúmeros personagens.